# دير الخينغن
دير الخينغن (بالألمانية: Kloster Elchingen, Reichsabtei Elchingen) هو دير بنديكتي في أوبغيلخينغن (في الخينغن) في بافاريا، ألمانيا، في أبرشية أوغسبورغ.
كانت الخينغن واحدة من أديرة الإمبراطورية الرومانية المقدسة. في وقت العلمنة في عام 1802، غطى الدير 112 كيلومترًا مربعًا وكان يحتوي على مابين 4000 و4200 شخصًا.
مثل كل الأديرة الإمبراطورية الأخرى، فقد فقد دير الخينغن استقلاله في سياق عملية العلمنة في 1802-1803 وتم حل الدير. بحلول عام 1840، تم هدم المباني بالكامل تقريبًا.